# Окермарк, Альма
Альма Матильда Окермарк (швед. Alma Mathilda Åkermark, 11 июня 1853 — 4 июня 1933) — шведская писательница, журналистка, феминистка и активистка движения за женские права.

## Биография
Альма родилась в 1853 г. в одной из коммун Вестра-Гёталанда. Её родителями были Антон Вильгельм Окермарк и Анна Кристина Кристианссон, она приходилась сестрой художнику Исаку Окермарку. Семья Окермарков была знакома со Свеном Адольфом Хедлундом — шведским политиком и издателем газет. Когда Альме исполнилось 16 лет, умер её отец, и Свен Хедлунд оказывал ей финансовую помощь, чтобы она училась музыке и рисованию в Невшателе (Швейцария). По возвращении в Швецию Альма работала учительницей по музыке и рисованию в школе для девочек Fruntimmersföreningens flickskola.
Как и семья Хедлундов, Альма относилась к прогрессивным кругам жителей Гётенбурга. В 1884 г. Матильда Хедлунд, дочь Свена Хедлунда, создала женскую организацию Göteborgs Kvinnoförening («Ассоциацию женщин Гётеборга») и стала её председателем, в следующем году Альма вошла в состав её правления. В 1886 г. Альма Окермарк, Хильма Ангеред-Страндберг и Матильда Хедлунд учредили радикальную феминистскую газету Framåt («Вперёд»), в которой Альма стала редактором. В 1887 г. Альма вышла замуж за телеграфиста Альберта Брейнхольма, который тоже принял участие в жизни этой газеты.
Альма Окермарк была радикальным либералом, поддерживавшей социальные реформы в шведском обществе и призывавшей газету стать центром политической дискуссии. В частности, она участвовала в дебатах по поводу отмены двойных стандартов, когда мужчинам дозволяются сексуальные отношения до брака, а женщинам — нет. Радикальные статьи Альмы в газете противопоставили её в целом умеренному женскому движению. В 1886 г. Альма опубликовала роман Матильды Маллинг Pyrrhussegrar («Пирровы победы»), рассказывавшей об умирающей добродетельной женщине, сожалевшей об отказе от сексуального удовлетворения из-за общественной морали. Эта публикация спровоцировала скандал, несмотря на поддержку Матильды Хедлунд, и вызвала критику со стороны центральной фигуры женского движения Софи Адлерспаре, поскольку была слишком радикальной даже для тогдашних радикальных феминисток. Лишившись финансовой поддержки, Альма смогла поддерживать выпуск газеты Framåt только до 1889 г., после чего была вынуждена закрыть её и лишилась работы учительницы.
Покинув с мужем Гётеборг, она переехала в Финляндию, где в Нюстаде учредила журнал Nya Tag («Новые усилия»), но он просуществовал только 4 месяца. После смерти в 1891 г. мужа Альма страдала от депрессии, вследствие чего в 1892-1893 гг. пребывала в психиатрической клинике. Затем она в 1896 г. уехала в США, куда раньше переехал её брат. Там она работала в Чикаго, создавала узоры для текстильной фабрики и давала уроки рисования. Ослепнув в 1909 г., Альма вернулась в Швецию, где некоторое время руководила гостиницей в Варберге, затем жила с друзьями и родственниками. Она умерла в 1933 г.